# Dormakaba Holding AG
dormakaba Holding AG (ранее Kaba Holding AG) — это группа компаний, занимающихся вопросами безопасности, со штаб-квартирой в Рюмланге, Швейцария. Штат компании представлен более чем в 50 странах и насчитывает 16 000 человек. Холдинг был образован в сентябре 2015 года в результате слияния компаний Kaba и Dorma и официально котируется на SIX Swiss Exchange.
Объём продаж компании в 2021/22 финансовом году составил 2,76 млрд швейцарских франков, что на 10,3 % больше по сравнению с предыдущим годом.
С 1 января 2022 года dormakaba базируется в трех регионах: Северная и Южная Америки, Азиатско-Тихоокеанский регион и Европа, Африка.

## История
30 апреля 2015 года немецкая семейная компания Dorma и швейцарская группа Kaba объявили о планируемом слиянии. В конце августа оно было одобрено антимонопольными органами, и 1 сентября 2015 года группа dormakaba начала свою деятельность. История обеих компаний насчитывает более 100 лет.

### История Kaba
В 1862 году Франц Бауэр основал компанию Kaba, мастерскую по производству замков и сейфов в Цюрихе. В 1915 году компания была продана Лео Бодмеру и переименована в Bauer AG. В 1934 году изобретатель компании Фриц Шори создал первый цилиндровый замок с реверсивным ключом. Изобретение было запатентовано, и новый продукт получил название Kaba — в честь основателя фирмы Франца Бауэра, известного как Kassenbauer — «Производитель сейфов» (kassa, нем. — «касса», «сейф», «кассовый»).
За годы работы компания расширила ассортимент выпускаемой продукции и стала узнаваемой во всей Европе. В 1995 году Bauer Holding AG была переименована в Kaba Holding AG, акции компании были выставлены на Цюрихской фондовой бирже.
С приобретением Unican Security Systems (Монреаль) в 2001 году Kaba закрепилась в Северной Америке и в рамках слияния добавила бренды Silca, Ilco и Kaba Mas.
В 2006 году компания приобрела Wah Yuet Group в Китае, американскую компанию Computerized Security Systems (CSS) с её известными брендами Saflok и La Gard и голландскую компанию H. Cillekens Zn. B.V. Помимо этого, были созданы совместные предприятия с индийской компанией Minda Group.
На международной выставке Security 2008 Kaba получила золотую медаль в номинации «Инновации в области безопасности» за новую технологию идентификации RCID.
В 2011 году сегмент автоматизации дверей (Kaba Gilgen AG, ранее Gilgen AG) был продан японской компании Nabtesco Group.
2015 год стал годом слияния Kaba с компанией Dorma.

### История Dorma
- 1908: Основание Dörken Mankel KG Вильгельмом Деркеном и его зятем Рудольфом Менцелем в Эннепетале (Германия).
- 1950: Выход на рынок дверных доводчиков.
- 1962: Производство первых автоматических дверей.
- 1976: Добавление в ассортимент стеклянной фурнитуры.
- 1978: Выход на международный уровень — первая производственная площадка в Сингапуре.
- 1987: Продукты для обеспечения безопасности и системы контроля аварийных выходов.
- 1999: Приобретение компании Groom.
- 2002: Новое направление деятельности — мобильные перегородки.
- 2013: Годовой оборот более 1 миллиарда евро.
- 2015: Слияние с компанией Kaba.

Приобретение нескольких взаимодополняющих компаний ещё больше укрепили сильные позиции бренда на рынке и способствовали развитию инноваций. Внедрение цифровых технологий ускорило разработку многих продуктов, таких как решение для управления доступом, которое интегрирует комплексный анализ данных со всей экосистемой входных дверей, повышая удобство использования на каждом этапе жизненного цикла двери.

## Сферы деятельности
- Дверная фурнитура
- Системы безопасности для организации доступа, а также для записи данных
- Системы физического доступа
- Механические ключи и замковые системы
- Замки для сейфов
- Гостиничные системы и отельные замки
- Стеклянные перегородки
- Ключевые системы
- Мобильные стены

## Бренды
dormakaba представлена следующими брендами:
- Keyscan
- Best
- Dorma
- Dorma Hüppe
- dormakaba
- Ilco
- Kaba
- Kilargo
- Legic
- Mesker
- Modernfold
- Phi Precision
- Probuck
- RCI
- Saflok La Gard
- Silca
- Skyfold